# Renzō Kinoshita
Pour les articles homonymes, voir Renzô et Kinoshita.
Renzō Kinoshita (木下 蓮三, né le 3 septembre 1936 à Osaka au Japon, mort le 15 janvier 1997) est un réalisateur et animateur de cinéma d'animation japonais.

## Biographie
Renzô Kinoshita dirige l'animation de très nombreuses séries télévisées d'animation japonaises, dont la comédie Geba Geba 90 Pun (diffusée en 1969-1970) qui mêle animation et prises de vue réelles, et le programme éducatif Curricula-machine (1974-1976). Il travaille également pour la publicité. Il réalise en parallèle des courts métrages d'animation indépendants au sein de son propre studio, Lotus Studio, fondé en 1970. Il travaille à ces courts métrages en collaboration avec sa compagne Sayoko Kinoshita. Ces films obtiennent une reconnaissance internationale.
Kenzô Kinoshita consacre des efforts de longue haleine à l'entraînement des futures générations d'animateurs et à la reconnaissance du cinéma d'animation au Japon. En 1981, il institue l'ASIFA-Japan, la branche japonaise de l'Association internationale du film d'animation. En 1985, Renzô et son épouse Sayoko Kinoshita co-fondent le Festival International d'Animation de Hiroshima.
Renzô Kinoshita meurt le 15 janvier 1997. Il laisse inachevé son projet de court métrage sur l'histoire d'Okinawa, Made in Okinawa, dont il avait terminé le storyboard en 1996. Le film est terminé par sa compagne Sayoko et sort en 2004.

## Filmographie

### Séries télévisées
- 1964-1965 : Big X : dessins préparatoires, storyboard, animateur-clé
- 1986 : Geba Geba Shō Time! (OAV) : concept, réalisateur, conception des personnages, directeur artistique, directeur de l'animation, layout
- 1965 : Obake no Q-Taro : directeur d'épisode
- 1967 : Oraa Guzura Dado : directeur d'épisode
- 1968-1969 : Yuyake Banchō : directeur d'épisode, directeur de l'animation
- 1968-1969 : Vampire : directeur de la photographie
- 1969 : Till a City Beneath the Sea is Built (海底都市のできるまで) : directeur d'épisode

### Longs métrages
- 1970 : Kureopatora : animateur
- 1989 : Self-Portrait, documentaire autobiographique : réalisateur

### Courts métrages
- 1972 : Made in Japan
- 1976 : Japonese
- 1979 : Pica-don, court métrage : réalisateur, producteur, animateur
- 2004 : Made in Okinawa, posthume, terminé par Sayoko Kinoshita.

## Œuvres
Les films de Kenzô Kinoshita évoquent l'horreur de la guerre et le thème de la paix. En 1979,  Pica-don évoque le bombardement atomique de Hiroshima en 1945. L'Histoire est un autre thème récurrent de son œuvre : Made in Japan (1972) puis Made in Okinawa (posthume, 2004) retracent l'histoire japonaise. 

## Distinctions
En 2022, Renzô et son épouse Sayoko Kinoshita reçoivent le June Foray Award, prix remis aux personnalités ayant eu une action importante dans le domaine de l'animation.

## Postérité
En 1998 est créé le prix Kenzô Kinoshita, décerné pour la première fois lors du Festival International d'animation de Hiroshima. Lancé en hommage à l'artiste, le prix récompense les meilleurs films d'animation indépendants.